# Lanserode (Wüstung)
Die ehemalige Siedlungsstelle Lanserode ist heute eine Wüstung und befindet sich in der Flur Zimmern südlich der Stadt Dornburg-Camburg im Saale-Holzland-Kreis in Thüringen.

## Der Nachweis
Ob hier eine Wüstung vorliegt, ist bislang unklar. Es gibt keinerlei nachgewiesene archäologische oder urkundliche Funde. Lediglich in Flurkarten des 19. Jh. und Zinsbüchern des 18. Jh. findet sich ein Flurname. Zwei Altstraßen aus dem Saaletal führen von der Wüstung Hummelstedt an der wüsten Befestigungsanlage Burgschädel vorbei, die Wüstung Lanserode berührend auf der linksseitigen Ilm-Saale-Platte und unmittelbar an den bekannten Grabhügel vorbei Richtung Darnstedt zur Ilmfurt führend.
Östlich der Saale nördlich von Hummelstädt wurde die Wüstung Graitschen oder Groitschen nachgewiesen.